# Saibal Chatterjee
Saibal Chatterjee (...) è un critico cinematografico e editore indiano.
Vinse il National Film Award e fu editorialista di BBC News, Business Standard, Hindustan Times e Financial Express e uno dei giornalisti del The Telegraph e del The Times of India; infine fu editore di TV World e consulente di Zee Premiere. Attualmente recensisce film per NDTV. È un membro fondatore del Film Critics Circle of India (FCCI). Fu un membro chiave del comitato editoriale dell'Encyclopaedia of Hindi Cinema dell'Encyclopædia Britannica. Fece parte della squadra e della giuria di numerosi festival cinematografici internazionali.

## Riconoscimenti
- 2003 - National Film Award - Best Film Critic al National Film Awards